# Eugenio Marotta
Eugenio Marotta (Messina, 29 settembre 1896 – 1º dicembre 1983) è stato un politico italiano.

## Biografia
Avvocato, esponente socialista siciliano. Candidato all'Assemblea regionale siciliana nel 1947 con il Partito Socialista dei Lavoratori Italiani, non risulta eletto; subentra all'ARS nel febbraio 1948 al posto del dimissionario Luigi Castiglione, restando in carica sino a fine mandato, nel 1951.
Viene poi eletto senatore per la lista unitaria PSI-PSDI nel 1972, restando in carica per la VI Legislatura, fino al 1976.